# 前田実
前田 実（まえだ みのる、1954年3月24日 - ）は、日本のアニメーター、キャラクターデザイナー。北海道出身。血液型はA型。別名義として前田 みのるがある。

## 略歴
1970年、スタジオジュニオ（以下ジュニオ）の第1回のアニメーター募集で入社。アニメーターの前田庸生や大塚康生から技術を吸収して、ジュニオが下請けを行なっていた東映動画作品、東京ムービー（Aプロダクション）作品の動画からキャリアをスタート。テレビアニメ『はじめ人間ギャートルズ』などの原画を経てジュニオの中核アニメーターに成長し、特に1980年代は、キャラクターデザイナーのデビューになったテレビアニメ『Dr.スランプ アラレちゃん』（1981年）を皮切りに、『タッチ』、『ドラゴンボール』といった大ヒット作のキャラクターデザインと総作画監督を歴任した。
1988年の『それいけ!アンパンマン』開始後は、長く続けた東映動画の『ドラゴンボールZ』も1993年で降板して、アンパンマンシリーズが前田の仕事の中心となった。他にも、杉井ギサブロー監督とは『ナイン』以来の長い付き合いとなっており、コンビを組んでグループ・タック作品などにも参加することも多い。
1998年には、我妻宏、岡崎稔らと共に、シナジージャパン（現：SynergySP）の設立に参加し、同社の取締役に就任した。

## 人物・エピソード
- 前田が業界に入った当時のアニメ化作品のキャラクターデザインが原作と異なることが多かった状況について漫画家の絵は下手糞という認識のあったアニメーターの傲りだったとし、前田のポリシーとしては「たとえ画が下手だったとしても、下手なりにファンがいるわけだから、そっくりそのまま表現しないとおかしい」という見解からキャラクターデザインするようになってからは、線1本まで似せるようにしているという[2]。そのような意識の中で様々なエピソードがあり、若手時代に原作のコマに着色して喋っているだけの「忠実な」映像化を行い演出家に激怒されたことがあるという、これに関しては後年前田自身が失敗だったことを認めている[3]。また、長年キャラクターデザインを務めていた『ドラゴンボール』では亀仙人の頭のラインを描くのが苦手で原作者の鳥山明を訪ねて目の前で亀仙人を描いてもらい、それを見て「描き方が違うから、描きにくかったんだ」と気づいたといい、「普通、右利きの人は右上から左下に線を引くじゃないですか。だけど、鳥山君は左下から右上に線を引いてたんですよ。それだけの違いだったんです。」としている[4]。
- 現場の経歴としてはキャラクターデザインを務めた『Dr.スランプ アラレちゃん』、『それいけ!アンパンマン』で何度か絵コンテを経験した程度で、一貫してアニメーターの道を歩んでいるが、宮本茂と親交があるため、1980年代には任天堂から発売されているゲームソフト『ゼルダの伝説』シリーズの初期のイラストレーションも請け負っていた。前田の名前は、1998年発売の『ゼルダの伝説 時のオカリナ』のスタッフクレジットでも「Illustration Support」（監修協力）として表記されている[5]。
- 佐藤正樹は『ドラゴンボールZ』に参加した際、前田から前日の夕方に連絡を受けアイキャッチ部分の作画を「明日の昼までにあげろ！」と無茶振りを要求され絵コンテの内容に尺が合わず苦労の末完成させたものの、放映を見た前田に「正樹！ 何だ、あれは！」と激怒されたという。だが放送中、このアイキャッチが『ドラゴンボールZ』数年にわたって一番多く使われ、後年このアイキャッチの絵のカードダスがまんだらけで買い取り額が百万円だったことを知り驚いたという[6]。
- 若手時代に前田と仕事をした清水保行によると若手のアニメーターと仕事をする際、描いた絵は直すものの、動きのタイミングは絶対に直さなかったといい、その結果必ず自分らしさが残ることから若手のモチベーションも上がったという[7]。

## 参加作品

### テレビアニメ
1968年
- 巨人の星（動画・原画）

1969年
- ひみつのアッコちゃん（動画）
- もーれつア太郎（動画）

1970年
- 魔法のマコちゃん（動画）

1971年
- ルパン三世（動画）※第1回「ルパンは燃えているか・・・・?!」：動画

1972年
- 赤胴鈴之助（動画）
- マジンガーZ（原画）
- 魔法使いチャッピー（製作進行）

1973年
- 荒野の少年イサム（原画）

1974年
- 柔道讃歌（作画）
- はじめ人間ギャートルズ（原画）
- 魔女っ子メグちゃん（原画）

1975年
- 元祖天才バカボン（原画）
- まんが日本昔ばなし（原画）

1976年
- まんが 花の係長（原画）

1977年
- 新・巨人の星（原画）

1978年
- 新・エースをねらえ!（作画監督）

1979年
- 新・巨人の星II（原画）
- ベルサイユのばら（原画）
- ドラえもん (1979年版)（作画監督）

1980年
- 太陽の使者 鉄人28号（メカニック・デザイナー）
- ムーの白鯨（原画）

1981年
- Dr.スランプ アラレちゃん（チーフ作画監督・作画監督・絵コンテ）

1982年
- Dr.スランプアラレちゃん ペンギン村英雄伝説（1982年、チーフ作画監督）

1983年
- ナイン2 恋人宣言（チーフアニメーター）

1984年
- ナイン 完結編（作画監督）

1985年
- タッチ（総作画監督・タイトルアニメーション）

1986年
- ドラゴンボール（1986年 - 1989年、チーフアニメーター・作画監督）
- Bugってハニー（キャラクターデザイン）

1987年
- 陽あたり良好!（総作画監督）

1988年
- それいけ!アンパンマン（1988年 - 、総作画監督、キャラクターデザイン、作画監督、原画、オープニング・エンディングアニメーション)
- ひらけ!ポンキッキ めいさくわーるど（作画監督）

1989年
- GO! レスラー軍団（キャラクターデザイン）
- ドラゴンボールZ（1989年 - 1992年、チーフアニメーター・作画監督）
- レスラー軍団〈銀河編〉 聖戦士ロビンJr.（キャラクターデザイン）

1990年
- 三丁目の夕日（作画監督）
- ドラゴンボールZ たったひとりの最終決戦〜フリーザに挑んだZ戦士 孫悟空の父〜（キャラクターデザイン）
- それいけ!アンパンマン みなみの海をすくえ!（作画監督）

1993年
- 3丁目のタマ うちのタマ知りませんか?（作画監督）
- ドラゴンボールZ 絶望への反抗!!残された超戦士・悟飯とトランクス（キャラクター設定、作画監督）

1995年
- STREET  FIGHTER II V（作画監督・エンディングアニメーション）

1996年
- ルパン三世 トワイライト☆ジェミニの秘密（キャラクターデザイン・エンディング作画）

1998年
- タッチ Miss Lonely Yesterday あれから君は…（作画監督）

1999年
- モンスターファーム〜円盤石の秘密〜（キャラクターデザイン）

2001年
- キャプテン翼（総作画監督）
- タッチ CROSS ROAD〜風のゆくえ〜（総作画監督）

2002年
- 爆闘宣言ダイガンダー（キャラクターデザイン）

2003年
- ポポロクロイス（作画監督）

2004年
- モンキーパンチ漫画活動大写真（作画監督）

2005年
- ガンパレード・オーケストラ（作画監督）

2017年
- アニ×パラ〜あなたのヒーローは誰ですか〜「episode1 ブラインドサッカー」（キャラクターデザイン）

2018年
- つくるのだいすき!ねんDo!くんとなかまたち（キャラクターデザイン）

### 劇場アニメ
1972年
- パンダコパンダ（動画）

1979年
- がんばれ!!タブチくん!!（原画）

1980年
- がんばれ!!タブチくん!! 激闘ペナントレース（作画監督）
- がんばれ!!タブチくん!! あゝつっぱり人生（作画監督）
- ドラえもん のび太の恐竜（原画）

1981年
- Dr.スランプ アラレちゃん ハロー!不思議島（作画監督、キャラクターデザイン）

1982年
- Dr.SLUMP “ほよよ!”宇宙大冒険（作画監督、キャラクターデザイン）

1983年
- Dr.スランプ アラレちゃん ほよよ世界一周大レース（作画監督、キャラクターデザイン）
- ナイン（原画）

1984年
- Dr.スランプ アラレちゃん ほよよ!ナナバ城の秘宝（作画監督、キャラクターデザイン）
- パパママバイバイ（原画）

1985年
- Dr.スランプ アラレちゃん ほよよ!夢の都メカポリス（作画監督、キャラクターデザイン）

1986年
- タッチ 背番号のないエース（作画監督）
- タッチ2 さよならの贈り物（作画監督）
- ドラゴンボール 神龍の伝説（作画監督）

1987年
- タッチ3 君が通り過ぎたあとに -DON'T PASS ME BY-（作画監督）
- ドラゴンボール 魔神城のねむり姫（作画監督）

1988年
- ドラゴンボール 摩訶不思議大冒険（作画監督）
- 陽あたり良好! KA・SU・MI 夢の中に君がいた（作画監督）

1989年
- それいけ!アンパンマン キラキラ星の涙（作画監督）
- ドラゴンボールZ（作画監督）

1990年
- それいけ!アンパンマン ばいきんまんの逆襲（作画監督）
- おむすびまん（キャラクターデザイン・作画監督）
- ドラゴンボールZ この世で一番強いヤツ（作画監督）
- ドラゴンボールZ 地球まるごと超決戦（作画監督）

1991年
- それいけ!アンパンマン とべ! とべ! ちびごん（作画監督）
- ドラゴンボールZ 超サイヤ人だ孫悟空（作画監修）
- ドラゴンボールZ とびっきりの最強対最強（作画監督）

1992年
- それいけ!アンパンマン つみき城のひみつ（キャラクターデザイン・作画監督）
- それいけ!アンパンマン アンパンマンとゆかいな仲間たち（作画監督）
- ドラゴンボールZ 激突!!100億パワーの戦士たち（作画監督）
- ドラゴンボールZ 極限バトル!!三大超サイヤ人（作画監督）

1993年
- かいけつゾロリ まほう使いのでし 大かいぞくの宝さがし（キャラクターデザイン・作画監督）
- それいけ!アンパンマン 恐竜ノッシーの大冒険（キャラクターデザイン・作画監督）
- Dr.スランプ アラレちゃん んちゃ!ペンギン村はハレのち晴れ（キャラクターデザイン）

1994年
- ストリートファイターII MOVIE（作画監督）
- それいけ!アンパンマン リリカル☆マジカルまほうの学校（キャラクターデザイン・作画監督）

1995年
- それいけ!アンパンマン ゆうれい船をやっつけろ!!（キャラクターデザイン・作画監督）
- それいけ!アンパンマン アンパンマンとハッピーおたんじょう日（作画監督）

1996年
- それいけ!アンパンマン 空とぶ絵本とガラスの靴（キャラクターデザイン・作画監督）
- それいけ!アンパンマン ばいきんまんと3ばいパンチ（キャラクターデザイン・作画監督）
- ボンバーマン 勇気をありがとう 私が耳になる（原画）
- ルパン三世 DEAD OR ALIVE（原画）

1997年
- それいけ!アンパンマン 虹のピラミッド（キャラクターデザイン・作画監督）
- それいけ!アンパンマン ぼくらはヒーロー（キャラクターデザイン）

1998年
- それいけ!アンパンマン てのひらを太陽に（キャラクターデザイン・作画監督）
- それいけ!アンパンマン アンパンマンとおかしな仲間（キャラクターデザイン）

1999年
- それいけ!アンパンマン 勇気の花がひらくとき（キャラクターデザイン・作画監督）
- それいけ!アンパンマン アンパンマンとたのしい仲間たち（キャラクターデザイン）

2000年
- 風を見た少年（作画監督・キャラクターデザイン）
- それいけ!アンパンマン 人魚姫のなみだ（キャラクターデザイン・作画監督）

2001年
- それいけ!アンパンマン ゴミラの星（キャラクターデザイン・作画監督）

2002年
- それいけ!アンパンマン ロールとローラ うきぐも城のひみつ（キャラクターデザイン・作画監督）

2003年
- それいけ!アンパンマン ルビーの願い（キャラクターデザイン・作画監督）

2004年
- それいけ!アンパンマン 夢猫の国のニャニイ（キャラクターデザイン・作画監督）

2005年
- それいけ!アンパンマン ハピーの大冒険（キャラクターデザイン・作画監督）

2006年
- それいけ!アンパンマン いのちの星のドーリィ（キャラクターデザイン・作画監督）
- それいけ!アンパンマン コキンちゃんとあおいなみだ（キャラクターデザイン）

2007年
- それいけ!アンパンマン シャボン玉のプルン（キャラクターデザイン・作画監督）

2008年
- それいけ!アンパンマン 妖精リンリンのひみつ（キャラクターデザイン・作画監督）
- それいけ!アンパンマン ヒヤヒヤヒヤリコとばぶ・ばぶばいきんまん（キャラクターデザイン）

2009年
- それいけ!アンパンマン だだんだんとふたごの星（キャラクターデザイン・作画監督）
- それいけ!アンパンマン ばいきんまんvsバイキンマン!?（キャラクターデザイン）

2010年
- それいけ!アンパンマン ブラックノーズと魔法の歌（キャラクターデザイン・作画監督）
- それいけ!アンパンマン はしれ!わくわくアンパンマングランプリ（キャラクターデザイン）

2011年
- それいけ!アンパンマン すくえ! ココリンと奇跡の星（キャラクターデザイン・作画監督）

2012年
- それいけ!アンパンマン よみがえれ バナナ島（キャラクターデザイン・作画監督）

2013年
- それいけ!アンパンマン とばせ! 希望のハンカチ（キャラクターデザイン・作画監督）

2014年
- それいけ!アンパンマン りんごぼうやとみんなの願い（キャラクターデザイン・作画監督）

2015年
- それいけ!アンパンマン ミージャと魔法のランプ（キャラクターデザイン・作画監督）

2016年
- それいけ!アンパンマン おもちゃの星のナンダとルンダ（キャラクターデザイン・作画監督）

2017年
- それいけ!アンパンマン ブルブルの宝探し大冒険!（キャラクターデザイン・作画監督）

2018年
- それいけ!アンパンマン かがやけ!クルンといのちの星（キャラクターデザイン・作画監督）

2019年
- それいけ!アンパンマン きらめけ!アイスの国のバニラ姫（キャラクターデザイン・作画監督）

2021年
- それいけ!アンパンマン ふわふわフワリーと雲の国（キャラクターデザイン・作画監督）

2022年
- それいけ!アンパンマン ドロリンとバケ～るカーニバル（キャラクターデザイン・作画監督）

2023年
- それいけ!アンパンマン ロボリィとぽかぽかプレゼント（キャラクターデザイン・作画監督）

### OVA
1988年
- マドンナ 炎のティーチャー（キャラクターデザイン・作画監督）

1989年
- それいけ!アンパンマンシリーズ（1989年 - 、キャラクターデザイン、総作画監督、作画監督、原画）
- TAMA&FRIENDS 3丁目物語（作画監督）
- マドンナ2 愛と青春のキック・オフ（キャラクターデザイン・作画監督）

1991年
- おざなりダンジョン 風の塔（キャラクターデザイン）

1994年
- ユンカース・カム・ヒア〜メモリーズ・オブ・ユー〜（キャラクターデザイン・作画監督）

2008年
- やなせたかしメルヘン劇場（キャラクターデザイン・作画監督）

### ゲーム
- パンチアウト!!（キャラクターデザイン）
- エキサイトバイク（グラフィックデザイン）
- ふぁみこんむかし話 遊遊記（絵コンテ）
- 謎の村雨城（ディレクター・グラフィックデザイン）
- それいけ!アンパンマン ピクニックでおべんきょう（作画監督）
- ゼルダの伝説 時のオカリナ（イラスト監修協力）